# Orites
Ne pas confondre avec la mésange à longue queue, Aegithalos caudatus, appelée aussi orite.
Genre
Orites est un genre botanique appartenant à la famille des Proteaceae.

## Répartition
Le genre comprend neuf espèces : 7 sont endémiques de l'Australie (dont 4 de Tasmanie) et deux d'Amérique du Sud (une dans les Andes chiliennes et une en Bolivie).

## Espèces
- Orites acicularis - Tasmanie
- Orites diversifolius – Tasmanie
- Orites excelsus – Nouvelle-Galles du Sud et Queensland
- Orites fiebrigii – Bolivie
- Orites lancifolius - Nouvelle-Galles du Sud, ACT et Victoria
- Orites megacarpus - Nord-est du Queensland
- Orites milliganii – Tasmanie
- Orites myrtoidea – Chili
- Orites revoluta – Tasmanie

## Source de la traduction
- (en) Cet article est partiellement ou en totalité issu de l’article de Wikipédia en anglais intitulé « Orites » (voir la liste des auteurs).